# Garry O'Connor
Garry Lawrence O'Connor (Edimburgo, Escocia, 7 de mayo de 1983), futbolista escocés. Juega de delantero y actualmente está sin equipo. 

## Selección nacional
Ha sido internacional con la Selección de fútbol de Escocia, ha jugado 16 partidos internacionales y ha anotado 4 goles.

## Clubes
| Club               | País       | Año        |
| ------------------ | ---------- | ---------- |
| Peterhead FC       | Escocia    | 2000       |
| Hibernian FC       | Escocia    | 2000-2006  |
| Lokomotiv de Moscú | Rusia      | 2006-2007  |
| Birmingham City    | Inglaterra | 2007-2010  |
| Barnsley FC        | Inglaterra | 2010-2011  |
| Hibernian FC       | Escocia    | 2011 -2012 |
| FC Tom Tomsk       | Rusia      | 2012       |